# Jõelepa
Koordinaten: 58° 25′ N, 22° 46′ O
Jõelepa ist ein Dorf (estnisch küla) auf der größten estnischen Insel Saaremaa. Es gehört zur Landgemeinde Saaremaa (bis 2017: Landgemeinde Valjala) im Kreis Saare.

## Einwohnerschaft und Lage
Das Dorf hat 39 Einwohner (Stand 31. Dezember 2011). Es liegt etwa 25 Kilometer nordöstlich der Inselhauptstadt Kuressaare.